# (6806) Kaufmann
(6806) Kaufmann (6048 P-L) – planetoida z pasa głównego asteroid okrążająca Słońce w ciągu 3,85 lat w średniej odległości 2,45 j.a. Odkryta 24 września 1960 roku.